# Дрогобицька обласна рада депутатів трудящих IV скликання
Дрогобицька обласна рада депутатів трудящих четвертого скликання — представницький орган Дрогобицької області 1953—1955 років.
Нижче наведено список депутатів Дрогобицької обласної ради 4-го скликання, обраних 22 лютого 1953 року. Всього до Дрогобицької обласної ради 4-го скликання було обрано 70 депутатів. До складу обласної ради обрано 47 чоловіків та 23 жінки. У числі депутатів: 6 робітників, 16 колгоспників, 48 представники радянської інтелігенції.
| Прізвище, ім'я, по-батькові     | Місто чи район           | Виборчий округ            | Посада | Примітки         |
| ------------------------------- | ------------------------ | ------------------------- | --- | ---------------- |
| Абрамов Іван Якович             | місто Борислав           | Бориславський № 59        | начальник будівельно-монтажного управління Жидачівського паперового комбінату                               |                  |
| Банас Іван Миколайович          | Старосамбірський район   | Скелівський № 44          | голова Старосамбірського райвиконкому                                                                       |                  |
| Бей Марія Яківна                | Мостиський район         | Чернівський № 24          | головний агроном Мостиського районного відділу сільського господарства                                      |                  |
| Біндас Ольга Іванівна           | Сколівський район        | Підгородецький № 40       | голова Дрогобицької обласної ради професійних спілок                                                        |                  |
| Вархол Марія Якимівна           | Боринський район         | Верхньовисоцький № 2      | ланкова колгоспу «Перемога» села Бориня Боринського р-ну                                                    |                  |
| Вишотравка Петруня Пилипівна    | Турківський район        | Яворівський № 55          | завідувачка дитячого будинку міста Турка Турківського р-ну                                                  |                  |
| Гапій Дмитро Гаврилович         | Дрогобицький район       | Стебницький № 5           | 1-й секретар Дрогобицького обкому КПУ                                                                       |                  |
| Гарасюта Ольга Андріївна        | Журавнівський район      | Подорожненський № 13      | голова Журавнівського райвиконкому                                                                          |                  |
| Гервасієв Андрій Микитович      | Сколівський район        | Сколівський № 38          | командир 73-го стрілецького Сілезького корпусу 13-ї армії Прикарпатського військового округу, генерал-майор |                  |
| Гльоц Марія Іванівна            | Добромильський район     | Новоміський № 4           | голова Болозівської сільської ради Добромильського р-ну                                                     |                  |
| Гоптаревська Євгенія Петрівна   | Миколаївський район      | Роздольський № 21         | головний агроном Миколаївського районного відділу сільського господарства                                   |                  |
| Демко Антон Григорович          | Стрілківський район      | Стрілківський № 49        | заступник голови колгоспу імені Сталіна Стрілківського р-ну                                                 |                  |
| Єресова Надія Тимофіївна        | Меденицький район        | Меденицький № 18          | директор Меденицької середньої школи                                                                        |                  |
| Заєць Марія Василівна           | Самбірський район        | Самбірський № 34          | ланкова колгоспу імені Сталіна села Ралівка Самбірського р-ну                                               |                  |
| Заєць Михайлина Миколаївна      | Нижанковицький район     | Нижанковицький № 25       | верстатниця Нижанковицької мебльової фабрики                                                                |                  |
| Калинич Василь Захарович        | Славський район          | Тухольківський № 42       | голова колгоспу імені Чапаєва села Грабовець Славського р-ну                                                |                  |
| Карпичев Олександр Семенович    | Мостиський район         | Волицький № 23            | обласний військовий комісар Дрогобицької області                                                            |                  |
| Кізима Ірина Павлівна           | Стрийський район         | Яблунівський № 45         | ланкова колгоспу імені Леніна села Лисятичі Стрийського р-ну                                                |                  |
| Кобзін Юхим Никифорович         | Підбузький район         | Новокропивницький № 30    | заступник голови Дрогобицького облвиконкому                                                                 |                  |
| Колосова-Щербань Зоя Дмитрівна  | Стрийський район         | Грабовецький № 48         | лікар Дашавської лікарні Стрийського р-ну                                                                   |                  |
| Колосовська Ганна Федорівна     | Старосамбірський район   | Старосамбірський № 43     | 1-й секретар Дрогобицького обкому ЛКСМУ                                                                     |                  |
| Костів Теофіль Ількович         | місто Дрогобич           | Дрогобицький № 64         | начальник бітумної установки Дрогобицького нафтопереробного заводу № 2                                      |                  |
| Котов Георгій Федорович         | Новострілищанський район | Бориницький № 28          | секретар Дрогобицького облвиконкому                                                                         |                  |
| Кузьмяк Ганна Антонівна         | Самбірський район        | Барановецький № 35        | бригадир тракторної бригади Викотівської МТС Самбірського р-ну                                              |                  |
| Лавриков Василь Олексійович     | місто Самбір             | Самбірський № 66          | машиніст Самбірського паровозного депо                                                                      |                  |
| Литвин Іван Пилипович           | Комарнівський район      | Комарнівський № 14        | голова Комарнівського райвиконкому                                                                          |                  |
| Неплюєв Микола Федорович        | Комарнівський район      | Підзвіринецький № 15      | завідувач Дрогобицького обласного відділу охорони здоров‘я                                                  |                  |
| Овчаренко Павло Омелянович      | Рудківський район        | Конюшко-Семенівський № 33 | начальник політвідділу Конюшко-Семенівської МТС Рудківського р-ну                                           |                  |
| Олексяк Володимир Михайлович    | місто Стрий              | Стрийський № 68           | слюсар Стрийського машинобудівельного заводу імені Кірова                                                   |                  |
| Откаленко Олександр Матвійович  | Нижанковицький район     | Гусаківський № 26         | начальник Дрогобицького обласного управління сільського господарства                                        |                  |
| Павленко Сергій Автономович     | Турківський район        | Вовченський № 54          | заступник голови Дрогобицького облвиконкому                                                                 |                  |
| Панченко Василь Прокопович      | місто Дрогобич           | Дрогобицький № 63         | начальник Дрогобицького обласного управління кінофікації                                                    |                  |
| Певко Андрій Дмитрович          | місто Самбір             | Самбірський № 65          | 1-й секретар Самбірського міськкому КПУ                                                                     |                  |
| Підуфалий Микола Васильович     | місто Стрий              | Стрийський № 67           | начальник цеху Стрийського вагоноремонтного заводу                                                          |                  |
| Рибальченко Костянтин Макарович | Судововишнянський район  | Дидятицький № 52          | заступник голови Дрогобицького облвиконкому                                                                 |                  |
| Сабара Ольга Василівна          | Судововишнянський район  | Судововишнянський № 51    | завідувачка педагогічної частини Довгомостиської неповної середньої школи Судововишнянського р-ну           |                  |
| Савуляк Анелія Федорівна        | Підбузький район         | Підбузький № 29           | ланкова колгоспу імені Леніна села Уріж Підбузького р-ну                                                    |                  |
| Сас Катерина Іванівна           | Жидачівський район       | Жидачівський № 10         | доярка колгоспу«Перемога» Жидачівського р-ну                                                                |                  |
| Світлицький Стах Федорович      | Крукеницький район       | Пнікутський № 17          | бригадир колгоспу імені Івана Франка села Раденичі Крукеницького р-ну                                       |                  |
| Сендзюк Феодосій Лук'янович     | Славський район          | Славський № 41            | редактор Дрогобицької обласної газети «Радянське слово»                                                     |                  |
| Сердюк Тарас Михайлович         | Турківський район        | Турківський № 53          | 1-й секретар Турківського райкому КПУ                                                                       |                  |
| Сичов Микола Якович             | Добромильський район     | Добромильський № 3        | начальник прикордонного загону Прикордонних військ МДБ СРСР                                                 |                  |
| Скороход Іван Кузьмич           | Боринський район         | Боринський № 1            | завідувач Дрогобицького обласного фінансового відділу                                                       |                  |
| Смик Віра Іванівна              | Ходорівський район       | Ходорівський № 57         | завідувачка ферми колгоспу імені Сталіна села Вербиця Ходорівського р-ну                                    |                  |
| Снігоренко Михайло Купріянович  | Самбірський район        | Бабинський № 37           | завідувач Дрогобицького обласного відділу комунального господарства                                         |                  |
| Соболь Теодозій Йосипович       | Дрогобицький район       | Лішнянський № 6           | голова Дрогобицького райвиконкому                                                                           |                  |
| Соколова Марія Василівна        | місто Дрогобич           | Дрогобицький № 62         | заступник головного лікаря Дрогобицької обласної лікарні                                                    |                  |
| Сороківський Михайло Васильович | Рудківський район        | Чайковицький № 32         | голова колгоспу імені Сталіна села Чайковичі Рудківського р-ну                                              |                  |
| Старжинський Йосип Йосипович    | Сколівський район        | Любинцівський № 39        | бригадир колгоспу імені Жданова села Підгородці Сколівського р-ну                                           |                  |
| Стехов Сергій Трохимович        | Крукеницький район       | Крукеницький № 16         | начальник Дрогобицького обласного управління МДБ                                                            | вибув 22.09.1953 |
| Стукалов Костянтин Васильович   | місто Борислав           | Бориславський № 61        | начальник об'єднання «Укрнафта»                                                                             |                  |
| Сухенко Володимир Панасович     | Ходорівський район       | Берездовецький № 58       | завідувач Дрогобицького обласного відділу народної освіти                                                   | вибув 22.09.1953 |
| Тарапацька Катерина Степанівна  | Мостиський район         | Мостиський № 22           | голова Закостільської сільської ради Мостиського р-ну                                                       |                  |
| Терещенко Олександр Максимович  | Стрийський район         | Дашавський № 47           | 1-й секретар Стрийського райкому КПУ                                                                        |                  |
| Ткаченко Григорій Михайлович    | Стрілківський район      | Великолінинський № 50     | завідувач Дрогобицького обласного торгівельного відділу                                                     |                  |
| Толстой Микола Андрійович       | Самбірський район        | Чукв'янський № 36         | прокурор Дрогобицької області                                                                               |                  |
| Трач Марія Михайлівна           | Новострілищанський район | Новострілищанський № 27   | свинарка колгоспу імені Сталіна села Нові Стрілища Новострілищанського р-ну                                 |                  |
| Устенко Андрій Іванович         | Миколаївський район      | Миколаївський № 20        | 2-й секретар Дрогобицького обкому КПУ                                                                       |                  |
| Ухов Олександр Якович           | місто Трускавець         | Трускавецький № 70        | головний лікар Трускавецького санаторію № 4 Трускавецького курортного управління                            |                  |
| Халавка Микола Іванович         | місто Стрий              | Стрийський № 69           | голова Стрийського міськвиконкому                                                                           |                  |
| Хамандяк Павло Петрович         | Меденицький район        | Грушівський № 19          | голова Меденицького райвиконкому                                                                            |                  |
| Чепіжак Єфросинія Федорівна     | Дублянський район        | Корналовицький № 9        | заступник голови Дрогобицького облвиконкому                                                                 |                  |
| Чернишов Федір Петрович         | Дублянський район        | Дублянський № 8           | директор Новошицької МТС Дублянського р-ну                                                                  |                  |
| Чорноморець Семен Костянтинович | Стрийський район         | Моршинський № 46          | завідувач Дрогобицького обласного відділу культосвітніх установ                                             |                  |
| Шадурська Надія Федорівна       | Дрогобицький район       | Солонський № 7            | артистка Дрогобицького обласного музично-драматичного театру                                                |                  |
| Шафран Анатолій Іванович        | Хирівський район         | Хирівський № 56           | голова Хирівського райвиконкому                                                                             |                  |
| Шевченко Андрій Олександрович   | Рудківський район        | Рудківський № 31          | завідувач сільськогосподарського відділу Дрогобицького обкому КПУ                                           |                  |
| Шелех Микола Родіонович         | Журавнівський район      | Журавнівський № 12        | секретар Дрогобицького обкому КПУ                                                                           |                  |
| Шуригайло Микола Іванович       | місто Борислав           | Бориславський № 60        | оператор Бориславського нафтопромислу № 8 тресту «Бориславнафта»                                            |                  |
| Яворський Іван Йосипович        | Жидачівський район       | Рудянський № 11           | голова Дрогобицького облвиконкому                                                                           |                  |

12 березня 1953 року відбулася 1-а сесія обласної ради. Головою облвиконкому обраний Яворський Іван Йосипович. Обрані заступниками голови облвиконкому: Рибальченко Костянтин Макарович (1-й заступник), Павленко Сергій Автономович, Кобзін Юхим Никифорович, Чепіжак Єфросинія Федорівна. Секретарем облвиконкому обраний Котов Георгій Федорович.
Обрано Дрогобицький облвиконком у складі 17 чоловік: Яворський Іван Йосипович — голова облвиконкому; Рибальченко Костянтин Макарович — 1-й заступник голови облвиконкому; Павленко Сергій Автономович — заступник голови облвиконкому; Кобзін Юхим Никифорович — заступник голови облвиконкому; Чепіжак Єфросинія Федорівна — заступник голови облвиконкому; Котов Георгій Федорович — секретар облвиконкому; Гапій Дмитро Гаврилович — 1-й секретар Дрогобицького обкому КПУ; Карпичев Олександр Семенович — військовий комісар Дрогобицької області; Абрамов Іван Якович — начальник будівельно-монтажного управління; Откаленко Олександр Матвійович — начальник Дрогобицького обласного управління сільського господарства; Скороход Іван Кузьмич — завідувач Дрогобицького обласного фінансового відділу; Сухенко Володимир Панасович — завідувач Дрогобицького обласного відділу народної освіти; Ткаченко Григорій Михайлович — завідувач Дрогобицького обласного торгівельного відділу; Чорноморець Семен Костянтинович — завідувач Дрогобицького обласного відділу культосвітніх установ; Панченко Василь Прокопович — голова Дрогобицького міськвиконкому; Костів Теофіль Ількович — старший оператор Дрогобицького нафтоперегінного заводу № 2; Заєць Марія Василівна — ланкова колгоспу імені Сталіна села Ралівка Самбірського р-ну.
Головою Дрогобицького обласного суду обраний Баклан Григорій Володимирович. 22 вересня 1953 року, на 2-й сесії обласної ради, головою Дрогобицького обласного суду обраний Юрчишин Богдан Петрович.
Тоді ж обрані завідувачі відділів облвиконкому: Откаленко Олександр Матвійович — начальник Дрогобицького обласного управління сільського господарства; Скороход Іван Кузьмич — завідувач Дрогобицького обласного фінансового відділу; Сухенко Володимир Панасович — завідувач Дрогобицького обласного відділу народної освіти; Неплюєв Микола Федорович — завідувач Дрогобицького обласного відділу охорони здоров'я; Ткаченко Григорій Михайлович — завідувач Дрогобицького обласного відділу торгівлі; Сичов Петро Порфирович — завідувач Дрогобицького обласного відділу соціального забезпечення; Снігоренко Михайло Купріянович — завідувач Дрогобицького обласного відділу комунального господарства; Топчій Федір Кузьмич — завідувач Дрогобицького обласного відділу шляхів; Нєвежин Василь Петрович — завідувач Дрогобицького обласного відділу легкої промисловості; Євдокименко Мусій Степанович — завідувач Дрогобицького обласного відділу харчової промисловості; Чорноморець Семен Костянтинович — завідувач Дрогобицького обласного відділу культосвітніх установ; Климчук Гнат Кирилович — завідувач Дрогобицького обласного відділу у справах мистецтв; Ратніков Роман Гнатович — начальник Дрогобицької обласного управління промисловості будівельних матеріалів; Тишовницький Микола Йосипович — завідувач загального відділу Дрогобицького облвиконкому; Єфімова Ольга Яківна — завідувач сектору кадрів при голові Дрогобицького облвиконкому.
22 вересня 1953 року, на 2-й сесії обласної ради, завідувачем Дрогобицького обласного відділу народної освіти замість Сухенка обраний Вербівський Степан Павлович.